# Gabe Jackson
Gabriel C. Jackson (Liberty, 12 luglio 1991) è un giocatore di football americano statunitense che milita nel ruolo di offensive guard nella National Football League (NFL). Fu scelto nel corso del terzo giro (81º assoluto) del Draft NFL 2014. Al college ha giocato a football nel Mississippi State.

## Carriera universitaria
Dopo aver giocato a football per la Amite County High School della sua città, Liberty, presso la quale fu allenato da suo padre Charles, giocando sia come esterno sinistro che destro nel ruolo di offensive tackle, Jackson registrò l'interesse di diverse università della Southeastern Conference decidendo infine di optare per la borsa di studio offertagli da Mississippi State. 
Redshirt (poteva allenarsi ma non disputare incontri ufficiali) nel suo primo anno presso l'ateneo del Mississippi, Jackson fu spostato nel ruolo di guardia prima dell'inizio della stagione regolare 2010, aiutando l'attacco su corsa di Mississippi State a raggiungere quota 214,8 yard in media a partita, 16º miglior risultato a livello nazionale e 2º assoluto nell'ambito della Southeastern Conference. Nel 2011 ancora come guardia, ruolo nel quale disputò come titolare tutti e 13 gli incontri cui prese parte, aiutando l'attacco di Mississippi State ad entrare nella top 10 dell'ateneo in touchdown passati, passaggi completati, yard totali e primi down ed aiutando il running back Vick Ballard a correre per un record personale di 180 yard nel vittorioso Music City Bowl. A fine stagione fu infine inserito nel Second-team All-SEC.
Nel 2012 furono ancora 13 le partite disputate come titolare da Jackson, che aiutò l'offensive line di Mississippi State a classificarsi al 2º posto assoluto (29º a livello nazionale) per il minor numero di sack subiti dalle difese avversarie, riuscendo, a livello personale, a non concederne neanche uno. A fine stagione fu inserito nel Second-team All-American e nel First-team All-SEC. Nel 2013 considerato oramai una delle migliori guardie a livello nazionale ed il miglior offensive lineman della SEC, per il secondo anno consecutivo riuscì a non concedere sack agli avversari venendo inserito nuovamente nel Second-team All-American e nel First-team All-SEC e premiato con il Cornerly Trophy quale miglior giocatore del panorama collegiale del Mississippi ed il Kent Hull Award quale miglior offensive lineman del Mississippi.

### Università
- Liberty Bowl: 1

Mississippi State Bulldogs: 2013
- Music City Bowl: 1

Mississippi State Bulldogs: 2011
- Gator Bowl: 1

Mississippi State Bulldogs: 2010

### Individuale
- Second-team All-American: 2

2012, 2013
- First-team All-SEC: 1

2012, 2013
- Second-team All-SEC: 1

2011
- Cornerly Trophy: 1

2013
- Kent Hull Award: 1

2013

## Carriera professionistica

### Oakland Raiders
Jackson era considerato una delle migliori guardie in vista del Draft NFL 2014 ed era pronosticato per esser scelto tra 2º e 3º giro, rendendolo l'offensive lineman proveniente da Mississippi State selezionato più in alto dai tempi di Derek Sherrod. Il 10 maggio fu scelto nel corso del terzo giro dagli Oakland Raiders. Debuttò come professionista partendo come titolare nella gara della settimana 1 contro i New York Jets. La sua prima stagione si chiuse con 13 presenze, tutte tranne una come titolare. Nelle due stagioni successive disputò tutte le partite, sempre come partente.

### Seattle Seahawks
Il 17 marzo 2021 Jackson fu scambiato con i Seattle Seahawks per una scelta del quinto giro del Draft NFL 2021.
L'11 marzo 2023 Jackson fu svincolato dai Seahawks.